# Musée des métiers d'art du Québec
Le Musée des métiers d'art du Québec (MUMAQ), anciennement connu sous le nom de Musée des maîtres et artisans du Québec, conserve et valorise une riche collection liée à l’artisanat et aux métiers d’art anciens et contemporains réalisés au Québec. Il offre aux maîtres et artisans un espace de rayonnement et un lieu de référencement et de recherche incontournable sur ces savoir-faire. 
Le Musée conçoit et diffuse des expositions thématiques et des activités culturelles et éducatives pour séduire des publics variés. Il offre à ces derniers l’expérience d’un musée moderne, ludique et attractif situé dans un bâtiment unique au Québec, dont la construction originale a été réalisée par des artisans et dont la transformation leur rend aujourd’hui hommage.
Il est situé dans l'arrondissement  Saint-Laurent à Montréal, au 615 avenue Sainte-Croix, dans le pavillon Émile-Legault du Cégep de Saint-Laurent. Il a été fondé en 1962 sous le nom de Nova et Vetera, devient ensuite Galerie Kébec, Musée d’art de Saint-Laurent en 1977, puis Musée des maîtres et artisans du Québec en 2003.
Il loge dans l'ancienne église presbytérienne de St Paul qui était autrefois située à l'actuel emplacement de l'Hôtel Reine Élizabeth au centre-ville de Montréal. L'église fut déconstruite pièce par pièce en octobre 1930 pour être déménagée et reconstruite quelques mois plus tard à Saint-Laurent.

## Histoire du bâtiment
Le bâtiment aujourd’hui occupé par le Musée des maîtres et artisans du Québec en est à sa troisième vie. L’église de St Paul est d’abord construite par la communauté presbytérienne anglophone de Montréal à l’angle des rues Dorchester (aujourd’hui boulevard René Lévesque) et Sainte-Monique (n’existe plus) en 1867. Le bâtiment est un exemple du style architectural High Victorian Gothic (en). Ce style se distingue par la polychromie des briques et/ou des pierres utilisées pour la maçonnerie décorative. L’église est vendue aux Pères de Sainte-Croix en 1930 à la suite de l’expropriation du terrain par le Canadian National Railway pour construire la gare centrale. L’église est déconstruite et déménagée sur le terrain du Collège de Saint-Laurent et devient la nouvelle chapelle de l’institution. En 1968, l’établissement se laïcise et devient le Cégep de Saint-Laurent. La chapelle ayant perdu son utilité est transformée en musée en 1979.

### Église presbytérienne
En 1865, les dirigeants de la communauté de St Paul qui possède déjà une église, décident de se relocaliser et d’investir dans une nouvelle construction. Le terrain choisi correspond à l’actuel emplacement de l’hôtel Reine Elizabeth. Le Board of Trustees avait amassé plus de 25 000 £ lorsque Charles Low, membre de la communauté, promet de donner 1 000 £ de plus si les plans de son défunt gendre Frederick Lawford sont choisis. L’offre est acceptée. Le 8 juin 1867, on pose la pierre angulaire du bâtiment lors d’une cérémonie. Le 27 septembre 1868, la nouvelle église de St Paul est inaugurée. À ce moment, la tour n’a que deux étages, la construction ne pouvant pas être terminée faute d’argent.
En 1930, le Canadian National Railway exproprie l’église pour construire sa gare centrale sur le terrain. La destruction du bâtiment est imminente, mais Allan Bray, président du comité exécutif de Montréal et ancien étudiant du Collège de Saint-Laurent, négocie avec le CNR pour obtenir le bâtiment. Le 14 août, l’église est achetée par les Pères de Sainte-Croix «pour la somme symbolique de 1 $» à condition qu’ils la démantèlent et qu’ils vident le terrain en 60 jours. L’opération débute le 10 octobre et se termine le 8 décembre.

### Chapelle catholique

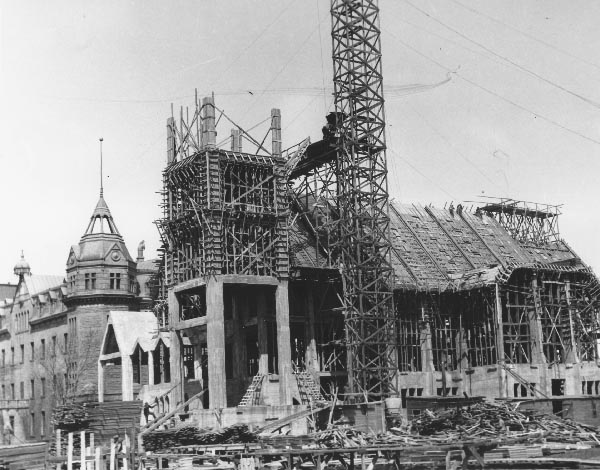
L'Église est reconstruite sur le site du Collège Saint-Laurent pour devenir une chapelle catholique.

L’architecte Lucien Parent est chargé de construire une nouvelle chapelle pour le Collège, l’ancienne étant devenue trop petite pour les besoins de l’établissement. Lors de l’acquisition de l’église de St Paul, son mandat se transforme : il doit superviser le déménagement et la reconstruction de l’église. Il s’associe alors avec l’ingénieur Benoit Laberge.
L’église est démontée pierre par pierre, avec un code de couleurs et un système de numérotation mis en place par l’architecte. La charpente apparente en bois est déchevillée et sectionnée. Les fenêtres, les portes de bois, les croix, les girouettes, l’orgue ainsi que d’autres éléments architecturaux sont retirés puis transportés afin d’être réintégrés au bâtiment après le déménagement. 
Le bâtiment est remonté sur une nouvelle structure de béton en 1931. Un auditorium, aujourd’hui la salle Émile-Legault, est ajouté en dessous de la construction ce qui oblige l’architecte à relever le bâtiment et à modifier l’entrée pour permettre deux accès séparés. Cette salle accueillera entre autres la troupe de théâtre les Compagnons de Saint-Laurent. Une passerelle est construite entre le bâtiment et le reste du collège. La transition de temple presbytérien à chapelle catholique amène aussi son lot de changements. Des bas-reliefs sont ajoutés à la façade qui était plutôt sobre à l’origine. À l’arrière, le chœur est allongé et trois sacristies sont construites. On ajoute un jubé pour accueillir l’orgue et la chorale.
Le 22 mai 1931, lors d’une fête des anciens du collège, la pierre angulaire de la nouvelle chapelle est bénie ce qui marque la consécration du bâtiment. La première messe dans la nouvelle chapelle se tient le 1er novembre 1931. 

### Musée
L’aménagement de la chapelle en musée s’est fait suivant les plans de l’architecte Jean-Paul Pothier.  Cet aménagement a respecté les directives de Gérard Lavallée, professeur d’arts plastiques du Collège et fondateur du musée, qui tenait à ce que l’édifice soit conservé tel quel.

## Musée d’art de Saint-Laurent

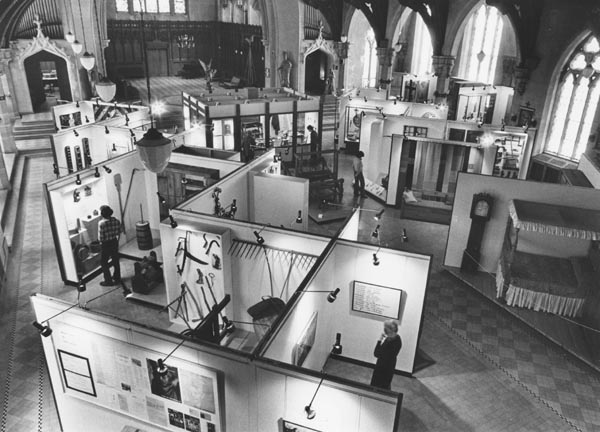
Le Musée d'art de Saint-Laurent est fondé en 1962 par le professeur d'histoire de l'art et d'arts plastiques Gérard Lavallée. Vue de la première exposition permanente ouverte en 1979.

Bien que l’on associe la fondation du Musée à Gérard Lavallée, il ne fut pas le seul instigateur du projet. La galerie Nova et Vetera était le fruit d’une collaboration avec M. Gilbert Marion, lui aussi professeur d’art au collège, et M. Jean-Paul Pothier, un architecte. Sa création fut soutenue par le directeur du Collège de Saint-Laurent de l’époque, le père Marcel Deschesnaux.  
L’objectif principal était de participer au sauvetage du patrimoine québécois et de sensibiliser les gens au phénomène de la création artistique. Une double vocation est dès lors instituée : harmoniser les arts anciens et la créativité contemporaine. Déjà à l’époque, la galerie est ouverte aux visiteurs, mais reste de taille modeste.

En 1968, lorsque la chapelle devient vacante, Gérard Lavallée propose d’y déménager la galerie. Deux ans plus tard, la galerie change de nom pour devenir la Galerie Kébec. Le projet évoluera durant plusieurs années avant d’être finalement accepté en 1975 Puis, en 1977, la galerie change de nouveau de nom pour devenir le Musée d’art de Saint-Laurent et s’incorpore. Le 11 janvier 1979, le Musée d’art de Saint-Laurent ouvre ses portes avec une nouvelle exposition permanente intitulée Arts anciens et traditions artisanales. L’année 1987 est une date charnière dans l’histoire du musée : elle marque le 25e anniversaire de l’institution, mais aussi le départ à la retraite de Gérard Lavallée qui est remplacé par Mme Rachèle Tremblay. 

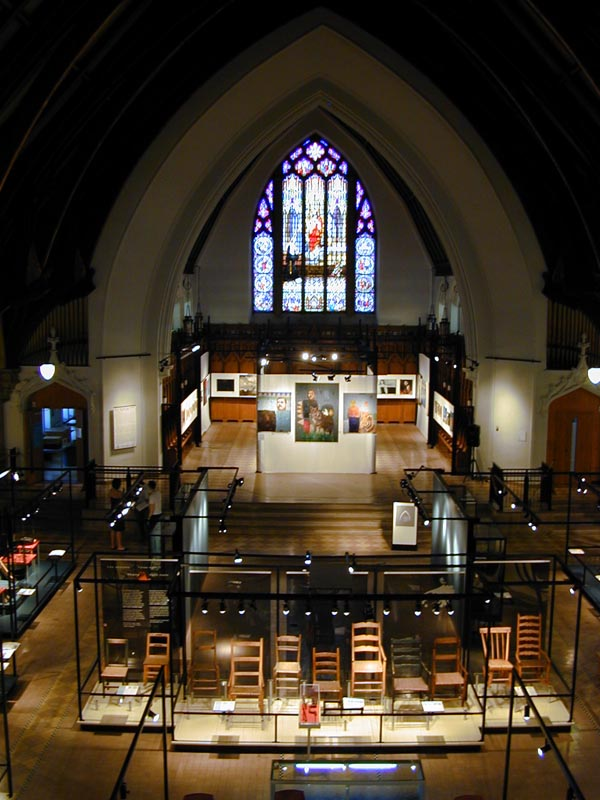
L'exposition permanente.

## Musée des maîtres et artisans du Québec (MMAQ)
En 2002, Pierre Wilson, alors chargé du renouvellement de l’exposition permanente, propose de modifier complètement l’intérieur du musée, améliorant les services aux visiteurs et redonnant sa beauté au décor. La nouvelle exposition, baptisée Mains de maîtres, est inaugurée en 2003 et enrichie par des contes de Fred Pellerin, disponibles sur audioguide. C’est aussi l’année durant laquelle Pierre Wilson devient le nouveau directeur. Le Musée change alors de nom et devient le Musée des maîtres et artisans du Québec, appellation qui reflète mieux sa collection et sa nouvelle mission qui porte désormais sur l’objet fait main au Québec. L’équipe du musée compte aujourd’hui des employés dans les domaines de la gestion, la conservation et l’éducation, ainsi que plusieurs bénévoles. Depuis juin 2018, à la suite du départ à la retraite de Pierre Wilson, la nouvelle directrice est Mme Perrette Subtil.

## Musée des métiers d'art du Québec (MUMAQ)
En 2020, le Musée des maîtres et artisans du Québec devient le Musée des métiers d'art du Québec (MUMAQ).

## Collection
Le fondateur de la collection et du musée est Gérard Lavallée, ancien père laïcisé et devenu professeur d’art plastique et d’histoire de l’art au Collège de Saint-Laurent en 1962. Dès son arrivée, il crée dans le collège la Galerie Nova et Vetera (réalités nouvelles et anciennes). La plupart des objets de la galerie proviennent de la collection personnelle du père Joseph-Célestin Carrier, qui collectionnait toutes sortes de curiosités dans un esprit victorien. De ses objets, seuls 500 ont survécu en bonne condition. Après l’abandon de la chapelle comme lieu de culte, la collection s’agrandit et y est déménagée, menant à la création du musée d’art de Saint-Laurent. Alors qu’il est directeur du musée, Gérard Lavallée enrichit la collection de près de 3000 nouveaux éléments, profitant de la vague de rejet des québécois envers les objets et œuvres d’art liées à la religion catholique pour les racheter à bas prix et accumuler les dons. 
C’est un ancien élève du collège de Saint-Laurent et un ami de Gérard Lavallée, Jean Palardy, qui enrichira une fois de plus le musée en offrant plus de 180 objets et 8000 photographies de sa propre collection. Une autre collection importante est celle de  Jean-Marie Gauvreau, fondateur de l’École du meuble de Montréal. Près de 2000 objets qu’il avait commencé à rassembler dès les années 1940, dans le but de faire connaître et transmettre les savoir-faire d’antan aux élèves de l'École du meuble de Montréal, furent confiés au Musée d'art de Saint-Laurent dans un concours de circonstances en 1985.  
Après le départ de Gérard Lavallée, en 1985, le musée limita ses acquisitions, pour ne reprendre du dynamisme qu'au tournant du siècle. Depuis, le Musée reçut de nombreux dons et dépôts, dont des costumes d’Alfred Pellan du Théâtre du Nouveau Monde et des réalisations d’artisans locaux.
En 2019, la collection compte plus de 14 000 objets issus de productions d’artisanat domestiques ainsi que d’œuvres d’artistes de métiers d’art.

## Activités éducatives et culturelles
- Programmes scolaires : le Musée offre plusieurs programmes, d’une durée de deux heures, qui s’adressent à différents niveaux scolaires. Le programme pédagogique met en valeur le génie humain, son habileté à créer et à inventer, et il permet aux jeunes de mettre en pratique leur propre talent avec des ateliers d'arts plastiques à chaque visite.

- Ateliers famille : tous les samedis et dimanches à 14 h, des ateliers d'une heure permettent aux enfants et à leurs parents de redécouvrir par eux-mêmes le geste de l'artisan en mettant la main à la pâte.

- Démonstrations d’artisans : le Musée accueille périodiquement des artisans locaux d'aujourd’hui qui présentent leurs techniques et répondent aux questions des visiteurs.

## Prix et distinctions
- Prix d’excellence en conservation de l’Association des musées canadiens 2015 pour la construction de la nouvelle réserve
- Prix d’excellence de la Société des musées québécois 2014 pour la construction de la nouvelle réserve
- Prix d’excellence 2006 de la Société des musées québécois
- Membre de l’Ordre des Grands Laurentiens 2006 catégorie Famille de l’arrondissement de Saint-Laurent
- Mention honorable au Prix du partenariat musées-écoles 2005 remis par le Collège des enseignants et des enseignantes, le Musée canadien de la nature en collaboration avec l’Association des musées canadiens